# Борбени петао
Борбени петао (јап. ニワトリ・ファイター, Niwatori Fighter) је дигитална манга коју је написао и илустровао Шу Сакуратани. Објављује се од 2020. године у онлајн часопису Comiplex. На San Diego Comic-Con манифестацији 2024. године откривено је да ће манга бити адаптована у аниме адаптацију коју ће анимирати студио Sanzigen. Аниме ће бити приказан на пролеће 2026. године.
У Србији, издавачка кућа Најкула преводи мангу од 2023. године.

## Синопсис
У свету су се појавили мутанти настали од људске патње. Неки су безопасни, па чак и корисни, док други не могу да контролишу свој бес. Кеиџи, мутант облика петла, лута Јапаном у потрази за „Белим демоном“ који је убио његову сестру, успут помагајући људима у борби против нових напасти.

## Развој
Сакуратани је у интервјуу навео да на почетку није био сигуран која животиња ће бити протагониста ове манге, али се онда сетио петла којег је као мали имао за љубимца. За друге инспирације навео је глумце Кена Такакуру и Клинта Иствуда, поготово његов филм Гран Торино.

## Издаваштво
Мангу Борбени петао написао је и илустровао Шу Сакуратани. Серијализује се од 18. децембра 2020. године у онлајн манга ревији Comiplex издавачке куће Hero's Inc.. Поглавља су тренутно сакупљена у девет томова; први је изашао 1. маја 2021. године.
Издавачка кућа Најкула је 4. маја 2023. године потврдила да ће преводити мангу на српски језик.

### Списак томова
| - 1. „Петао заводи ред” (獣聚鳥散 ) - 2. „Имао сам страшног петла” (雲散鳥没 ) - 3. „Неке птице никад не полете” (越鳥南枝 ) - 4. „Петао и корњача” (窮鳥入懐 ) - 5. „Свако своју дужност носи” (四鳥別離 ) |

| - 6. „Ко пиле” (鵠面鳥形 ) - 7. „Птица у кавезу” (籠鳥檻猿 ) - 8. „Све птичице из горе” (鳥語花香 ) - 9. „Терај се” (禽息鳥視 ) - 10. „Рањена птица” (傷弓之鳥 ) |

| - 11. „Уловити птицу кљуцавицу” (鳥尽弓蔵 ) - 12. „Мала бара пуна коко-дебила” (池魚籠鳥 ) - 13. „Птица гурачица” (花鳥諷詠 ) - 14. „Еј, душо, ко нам брани” (鳥革翬飛 ) - 15. „Између стене и тврдог места” (落花啼鳥 ) |

## Спољашњи извори
- (језик: јапански)